# Gymnosporia senegalensis

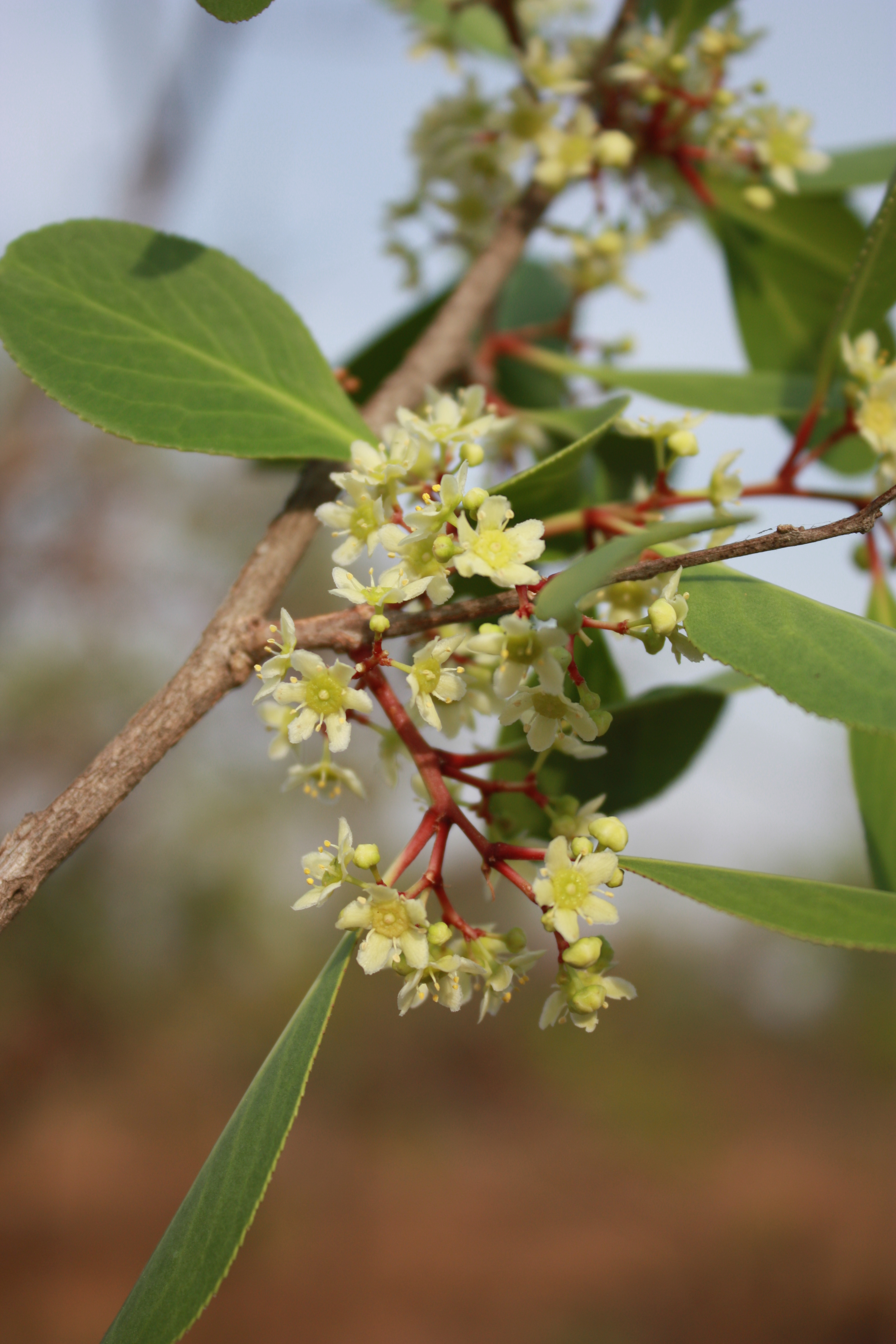
Blütenstand und Blüten

Gymnosporia senegalensis (Syn.: Maytenus senegalensis) ist eine Pflanzenart aus der Gattung Gymnosporia in der Familie der Spindelbaumgewächse (Celastraceae).

## Beschreibung

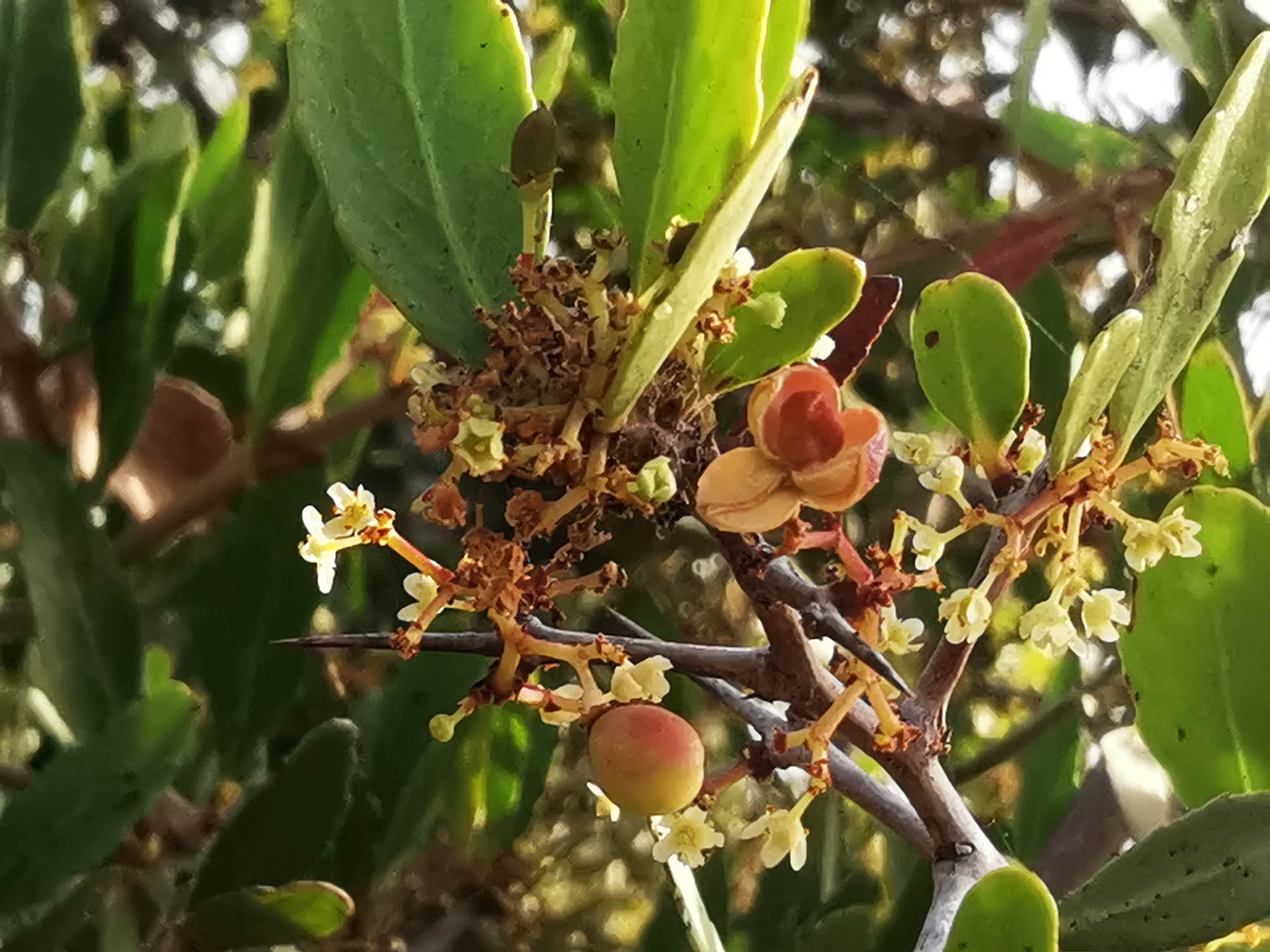
Zweig mit Dornen und Früchten

Gymnosporia senegalensis ist ein immergrüner, sparriger Strauch oder oft mehrstämmiger Baum, der etwa 2 bis über 10 Meter hoch wird. Die Pflanze besitzt oft lange Dornen aber manchmal auch nicht. Die braun-graue Borke ist dick und grob sowie mehr oder weniger rissig bis furchig.
Die einfachen und ledrigen, kahlen Laubblätter sind öfters graugrün „bereift“, stehen oft zu mehreren büschelig oder wechselständig, sind kurz gestielt und mit verkehrt-eiförmiger bis spatelförmiger oder eiförmiger bis elliptischer, mehr oder weniger gekerbter bis gesägter Spreite. Die dickliche Spreite ist abgerundet bis eingebuchtet, ausgerandeter oder spitz bis bespitzt.
Gymnosporia senegalensis ist meist zweihäusig diözisch. Die fünfzähligen, kleinen und duftenden, kurz gestielten Blüten mit doppelter Blütenhülle sind grün-weißlich und stehen in wenig- bis vielblütigen, kurzen Rispen oder in zymösen bis büscheligen Blütenständen. Bei den männlichen Blüten ist ein Pistillode vorhanden und bei den weiblichen Staminodien. Es ist jeweils ein schwach lappiger Diskus ausgebildet.
Die rötlichen, rundlichen bis ellipsoiden, mehr oder weniger zwei-, dreikantigen, kleinen und ledrigen, lokulizidalen Kapseln mit beständigem Kelch enthalten 2 bis 3 leuchtend rötliche Samen teilweise umgeben von einem becherförmigen, fleischigen und rosafarbenen Arillus.
Die Art blüht zwischen September und Februar.
Die Chromosomenzahl beträgt 2n = 54.

## Vorkommen
Gymnosporia senegalensis kommt ursprünglich in fast ganz Afrika und auf der Arabischen Halbinsel bis nach Südspanien vor.

## Taxonomie und Systematik
Gymnosporia senegalensis wurde von Lamarck als Celastrus senegalensis in Encycl. 1: 661, 1785 erstbeschrieben. Ludwig Eduard Theodor Loesener stellte die Art in Bot. Jahrb. Syst. 17: 541, 1893 in die Gattung Gymnosporia. Ein paar Synonyme von vielen für die Art sind Maytenus senegalensis (Lam.) Exell, Maytenus senegalensis subsp. europaeus (Boiss.) Rivas.Mart. ex Güemes & M.B.Crespo und Celastrus europaeus Boiss.